# Pierre Le Vieil
Pierre Le Vieil (Parigi, 1708 – Parigi, 1772) è stato un vetraio francese.
Discendente da un'antica famiglia di vetrai, dirige l'atelier di famiglia, impegnandosi soprattutto in operazioni di restauro di vetrate medievali. In questo contesto, riesce a salvare da distruzione le antiche vetrate della chiesa di Saint-Étienne-du-Mont, ma non quelle del coro della cattedrale di Notre-Dame di Parigi.
Durante la cura delle vetrate dell'abbazia di Saint-Victor a Parigi, scrive la "prima organica storia della pittura su vetro", ossia il trattato L'Art de la peinture sur verre et de la vitrerie (pubblicato postumo nel 1774), in cui lamenta lo stato di declino e di oblio delle tecniche della vetreria alla fine del XVIII secolo.

## Opere
Pierre Le Veil, L'Art de la peinture sur verre et de la vitrerie, Parigi, 1774.